# ریگوبرتو اوران
ریگوبرتو اوران (انگلیسی: Rigoberto Urán؛ زادهٔ ۲۶ ژانویهٔ ۱۹۸۷) دوچرخه‌سوار اهل کلمبیا است.
از باشگاه‌هایی که در آن بازی کرده‌است می‌توان به کنندیل–دراپاک، تیم کوئیک‌استپ فلورز، تیم دوچرخه‌سواری تناکس، سایکل کولستروپ، تیم موویستار، و تیم اسکای اشاره کرد.
وی در مسابقات کشوری و بین‌المللی در مجموع برندهٔ ۲ مدال نقره شده‌است.